# Миколай Красицький
Миколай Красицький (герб Рогаля; помер 1652) — архідиякон та адміністратор Луцького католицького єпископства Речі Посполитої, єпископ-суфраган Луцький (1641). Польський католицький священнослужитель, граф Священної Римської імперії, протонотар папи Урбана VIII, номінований на титулярного єпископа Аргоського (1639), секретар королівський (1633), пробст Красичинський.

## Життєпис
Син хорунжого галицького Єжи та Анни Сангушківни Коширської.
У 1648 підписав обрання Яна II Казимира Вази Волинським воєводством.